# 舟っこ流し
舟ッコ流し（ふねっこながし）は、岩手県盛岡市に藩政時代から伝わる送り盆行事。盆の送り火・精霊舟の一種である。毎年、多くの観光客が訪れる。

## 概要
主に町内会単位、または寺院で当該有縁の故人の戒名や何某家先祖代々の霊と書いた札や遺影を舟に張り、提灯、紙花などで舟全体を飾り故人を供養する。船首は龍頭を模したものが多い。これを「舟ッコ」と称する。一艘の舟ッコのサイズは概ね2～3m程度である。作成された舟ッコは迎え盆の日から送り盆の朝まで、当該有縁場所（町内会のある場所など）の寺院・公民館などに展示する。展示している場所で供養の受付も行われる。舟ッコは送り盆の日の夕方から夜にかけて、北上川明治橋上流付近（浮島公園跡）に並べられ、読経ほか一連の儀式が終わった後、褌姿の男たちによって川へ運ばれ、火をつけて流される。舟ッコには通例花火や爆竹などが仕掛けられてあり、北国の短い夏を惜しむ恒例行事として知られている。かつて、舟ッコはそのまま流されていたが、近年では環境保護の観点から、ほぼ全て燃えるのを待って下流で引き上げられる。2018年（平成30年）の盛岡の舟ッコ流しでは13艘が流された。近年まで、北上川上流の夕顔瀬付近でも行われたが、現在は行われていない。また、南部家のルーツである甲斐国（山梨県）との交流により、平成に入ってから「投げ松明」が催されるようになった。2019年(令和元年)は台風10号の影響で、翌日8月17日に延期された。

## 起源
盛岡藩四代藩主だった南部行信の娘が享保年間に川施餓鬼の大法事を行ったのが始まり。1815年（文化12年）に津志田遊廓の遊女らの乗った舟が、氾濫した北上川で転覆。その後溺れ死んだ遊女の霊を慰めるため、舟に位牌と供物を乗せて流し、以後、盛岡の人々の間で盛んに行われるようになった。

## 実施団体と展示場所
Noは2018年度の出走順、展示場所は2018年度実績。
| No | 実施団体               | 展示場所                                             |
| -- | ---------------------- | ---------------------------------------------------- |
| 1  | 仙北一丁目第一町内会   | 仙北1丁目5 町内会ゴミ集積所 （線路を挟んで駒形神社） |
| 2  | 南大通二丁目           | 臨済宗長松院境内                                     |
| 3  | 南仙北一丁目町内会     | 昭和モータース                                       |
| 4  | 東仙北流舟会           | 東仙北一丁目公民館                                   |
| 5  | 鉈屋町町内会           | 大慈寺山門脇                                         |
| 6  | 南仙北二・三丁目町内会 | 南仙北二丁目地内小鷹公民館                           |
| 7  | 駒形自治会             | 駒形公民館（西仙北1丁目）                            |
| 8  | 仙北三丁目町内会       | 仙北三丁目公民館                                     |
| 9  | 仙睦流舟会             | 明治橋（山清となり）                                 |
| 10 | 松尾町町内会           | 盛岡畜産会館脇                                       |
| 11 | 立正佼成会             | 立正佼成会（仙北二丁目の教会）                       |
| 12 | 仙北二丁目自治会       | 曹洞宗長松寺境内                                     |
| 13 | 南大通三丁目町内会     | 浄土宗円光寺境内                                     |

## 類似の行事
- 岩手県内には同様な祭りが遠野市、紫波郡紫波町志和地区、岩手郡雫石町御明神地区、同郡岩手町沼宮内地区及び同町川口地区にもある。
- 同名の祭りが岩手県西和賀町、秋田県美郷町にもあるが祭りの内容は異なる。
  - 西和賀町の新町舟っこ流しは稲荷神社で舟を燃やす。流すわけではない。
  - 秋田県美郷町では笹竹や短冊に彩られた舟ッコを浮かべて引く。燃やすわけではない。
- 長崎県で行われている精霊流しも爆竹を使用する、以前は海へと流していた等、類似性が見られる。
- 瀬戸内の宇和海一帯では、オショロ舟という舟に火をつけて宇和海に流す精霊流しの行事がある。